# Dog Days Are Over
Dog Days Are Over è un singolo del gruppo musicale britannico Florence and the Machine, il secondo estratto dall'album in studio di debutto Lungs e pubblicato il 1º dicembre 2008.
Viene inoltre utilizzata come traccia per il film Guardiani della Galassia Vol. 3 nel 2023.

## Descrizione
Il singolo raggiunse la Top 30 in Canada, Irlanda, Regno Unito, Stati Uniti e in Italia raggiunse un grande successo nel 2010.
Il brano presenta una sonorità molto vocale ed accompagnata da strumenti come arpe, pianoforte e tamburi.

## Video
Una prima versione del video musicale che accompagna la canzone è stata pubblicata sul sito di YouTube il 6 novembre 2008.
Nel 2010 invece viene rilanciato una seconda versione del video che è stato diretto da Georgie Greville e Geremy Jasper e curato da Paul Snyder.
Esso è una mescolanza di elementi molto differenti fra loro, principalmente nipponici, africani, soul e rinascimentali. Inizialmente, mostra Florence, ricoperta completamente da trucco lattiginoso, che danza leggiadramente in uno spazio totalmente bianco, indossando veli candidi, bracciali, anelli e una grossa collana dorata con un pendente madreperlaceo. Gradatamente viene raggiunta da ballerine, percussionisti tribali, arpisti, piattisti, grancassisti e un intero coro gospel, abbigliati e truccati in modo stravagante. Alla fine della canzone, una bruma dalle tonalità vivaci e mutevoli invade lo spazio; Florence corre e salta stringendo una bandiera blu e poi, avvolta in un sontuoso kimono, fa sparire le persone che la attorniano, che si tramutano in polvere e piume iridescenti. Il video si conclude con il fumo variopinto che si dirada e con Florence di nuovo sola, con indosso una pelliccia ornata di frange di velluto e nastri scarlatti.

## Tracce
UK iTunes Single
1. Dog Days Are Over – 4:10
2. Dog Days Are Over (Yeasayer Remix) – 4:14
3. Dog Days Are Over (Optimo Espacio Remix) – 4:10